# ABEX GO GO (アルバム)
ABEX GO GO（アベックス・ゴー・ゴー）は、阿部義晴とSPARKS GO GOで結成された期間限定ユニット、ABEX GO GOのアルバム。1997年3月21日、Sony Recordsより発売された。

## 解説
シングル「おせわになりました」から1か月後に発表された、ABEX GO GOとして最初で最後のアルバム。
当初から180日間期間限定の活動としていたため、本作と、同年7月に発売された2ndシングル「夏の大将」およびVHS「生どり」の発売を以て、ユニットの活動は終了した。

## 収録曲
作曲：阿部義晴 編曲：ABEX GO GO（特記以外）
1. ABEX (4:10)
  - 作詞：阿部義晴 作曲：橘厚也
2. Telephone Sex (3:51)
  - 作詞・作曲：阿部義晴・八熊慎一
  - 1stシングル「おせわになりました」カップリング曲。
3. 雨降り (3:54)
  - 作詞：阿部義晴
4. ドライブしよう (3:33)
  - 作詞：八熊慎一
5. VISITOR (4:28)
  - 作詞：八熊慎一
6. 夕立ち (4:38)
  - 作詞：八熊慎一
7. おせわになりました (2:56)
  - 作詞・作曲：阿部義晴・八熊慎一
  - 1stシングル曲。
8. TOY JUMP (2:38)
  - 作詞・作曲：ABEX GO GO
9. Blamer (3:34)
  - 作詞：阿部義晴
10. 春は無罪 (4:02)
  - 作詞：阿部義晴・八熊慎一 作曲：橘哲也
11. BREAK THROUGH (3:55)
  - 作詞：八熊慎一
12. あいのうた (4:39)
  - 作詞：阿部義晴

## 演奏
- 阿部義晴
  - Vocal (#1,2,4,6-10,12)
  - Chorus (#3,5,11)
  - Keyboards (#1,3,5,7,10,11)
  - Organ (#1,2,10)
  - Piano (#2,4,6,9)
  - Guitar (#3,11,12)
  - Sax (#3,8)
  - Whistle (#4)
  - Trumpet, Trombone, Crusher (#8)
  - Blues Harp (#9)
  - Se-Noise (#9)
  - Castanets (#11)
- 八熊慎一
  - Bass
  - Vocal (#2,3,5,7,11)
  - Chorus (#1,2,4,6,8,9,10,12)
  - Whistle (#10)
- 橘厚也
  - Guitar
  - Acoustic Guitar (#9,10,11)
  - Backing Vocal (#8)
- 橘哲也
  - Drums
  - Tambourine (#1,2,3,6,7,9,10,11)
  - Cowbell (#4)
  - Timpani (#6)
  - Triangle (#9)
  - Shaker (#12)
  - Backing Vocal (#8)
- 河合誠一マイケル
  - Conga (#1,5)
  - Timpani, Cowbell (#5)
- 関根青磁：Chorus (#5)
- 金原千恵子、原田智子、沖祥子、矢野晴子、深見邦代、有働一美、原雅道、大久保祐子、今野均、栃谷若子、桑原幹子、曽田裕司：Violin (#6)
- 笠原あやの、川村なつみ、桑田歩、Mia Murata：Cello (#6)
- 齋藤順：Contrabass (#6)
- Suzzy：Blues Harp (#8)
- Mizue：Chorus (#9)